# Mestlin
Mestlin település Németországban, Mecklenburg-Elő-Pomeránia tartományban. Lakosainak száma 760 fő (2023. december 31.). Mestlin Obere Warnow, Zölkow és Techentin községekkel határos.

## Népesség
A település népességének változása:
| Lakosok száma | 764  | 767  | 723  | 736  | 760  |
|               | 2017 | 2019 | 2021 | 2022 | 2023 |